# 成纤维细胞

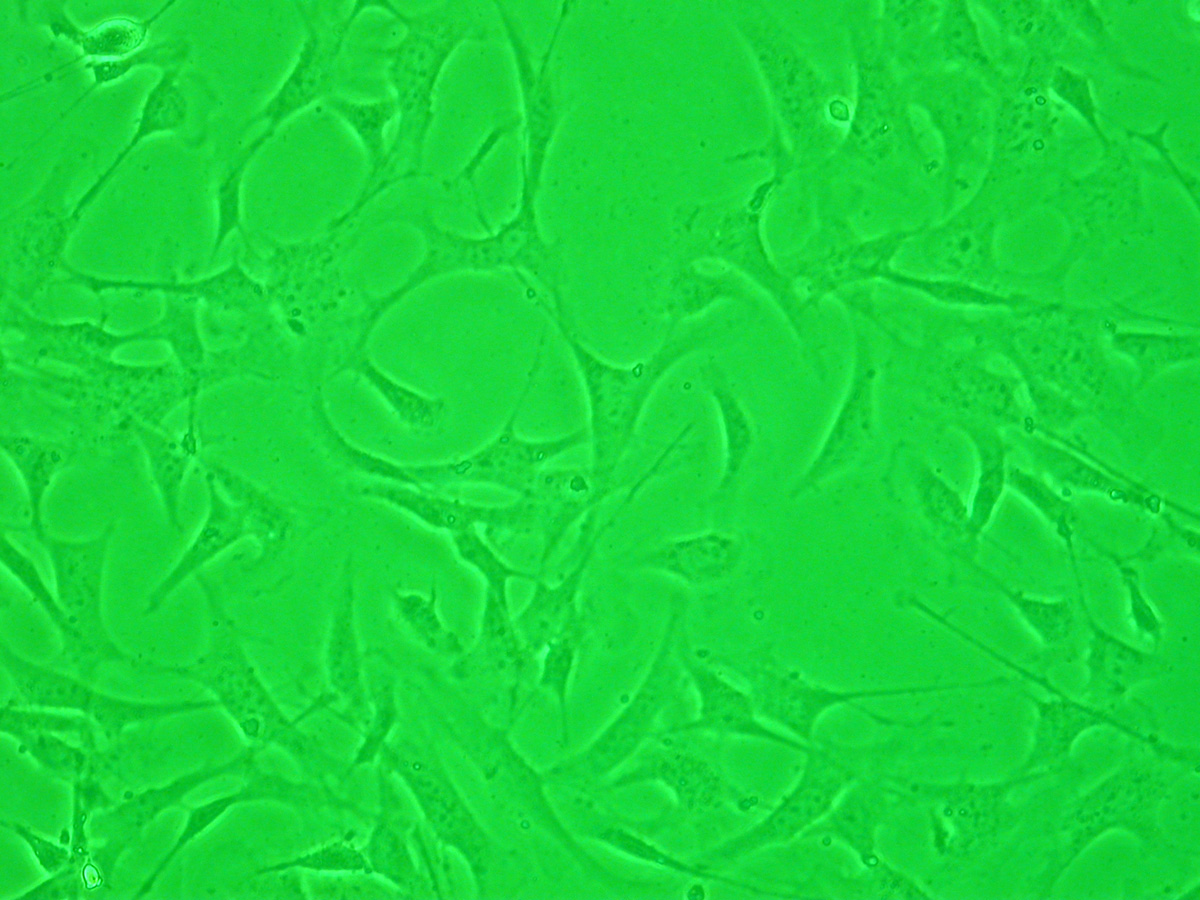
小鼠胚胎成纤维细胞相衬显微图像。（绿光下放大100倍）

成纤维细胞又称纤维母细胞，是一种广泛存在于疏鬆結締組織或纤维结缔组织内，由中胚层来源的细胞，能够分泌胶原和其他细胞外基质以维持结缔组织结构的完整性，在间质更新和创伤修复中发挥重要作用。成纤维细胞的形态多样，有梭形、多突的纺锤形、大多角形和扁平星形等。
成纤维细胞最初由德国病理学家鲁道夫·菲尔绍与法国解剖学家马蒂亚斯·杜瓦尔于19世纪中叶描述。成纤维细胞与伤口愈合、纤维化等生理学或病理学过程密切相关。组织学中，一般将结缔组织中活跃分泌细胞外基质的细胞称为成纤维细胞，而相对不活跃的纤维细胞则可能是成纤维细胞的前体细胞。
成纤维细胞是一类异质性很强的细胞，且没有明确的表面标记物可用于定义成纤维细胞类群。不同成纤维细胞之间可能发育来源不尽相同，且发挥截然不同的生物学功能。

## 胚胎来源
在胚胎發育中，成纤维细胞和其他的结缔组织一样来源于中胚层。

## 功能
成纤维细胞的主要功能是分泌细胞外间质的前体，以维持结缔组织结构的完整性。成纤维细胞分泌各类基质和多种纤维。基质的组成决定结缔组织的物理特性。
在形态学上，成纤维细胞具多样性，其形态取决于其所处的位置和活动性。与上皮细胞不同，成纤维细胞不形成细胞单层。但是可以缓慢地迁移。

## 疾病
成纤维细胞在许多纤维化的疾病中起重要作用，如肺纤维化、肾纤维化、和硬皮病。成纤维细胞也在伤口愈合，血管新生中起重要作用。

## 外部連結
- UIUC組織學主題 240
- MedEd at Loyola Histo/practical/ctproper/hp3-15.html